# Iselin Solheim (lottatrice)
Iselin Maria Moen Solheim (7 agosto 1995) è una lottatrice norvegese, specializzata nella lotta libera.

## Palmarès
- Europei

Roma 2020: bronzo nei 76 kg.
- Giochi europei

Minsk 2019: bronzo nei 76 kg.